# Honda Vamos
Le Vamos est un petit véhicule produit par Honda, commercialisé à partir de novembre 1970 jusqu'en 1973. Cette appellation est revenue en 1999, associée à la version particulière à 4 places d'un mini utilitaire.

## Vamos TN360
En 1970, Honda commercialise le remplaçant du T360 sous le nom de Vamos. Ce pick-up utilitaire propose une carrosserie extrêmement simple puisqu'elle est même dépourvue de portière. Il propose au départ deux places mais se décline également en une version à quatre places, réduisant alors d'autant la longueur de la benne, le gabarit extérieur restant le même. Le premier Vamos est motorisé par un petit bicylindre en ligne de 356 cm3 refroidi par air. Seulement 2 500 exemplaires de ce modèle furent produits pendant les trois années de sa commercialisation.

## Vamos HM1/HM2
Apparu en 1999, le Vamos actuel est la version particulière à 4 places d'un petit utilitaire, appelé Honda Acty, destiné au marché japonais. Il sera rejoint en 2003 par le Vamos Hobio, esthétiquement légèrement différent et au toit rehaussé. L'ensemble de la gamme est disponible en version deux et quatre roues motrices.
Un temps proposée, la version turbocompressée développait 64 ch, ce qui constitue la limite de la classe keijidōsha. Elle n'est plus au catalogue.

Le principal intérêt de ces véhicules est, en plus de leur petite taille, de proposer un intérieur modulable. En effet, l'habitacle est constitué de quatre sièges indépendants pouvant être rabattus pour faire couchette. De plus, de nombreux points d'ancrage permettent de sangler des vélos ou d'autres objets dans le coffre. 

### Vamos
Le Vamos est entièrement destiné au transport de personnes. De ce fait, il dispose d'un équipement conséquent, notamment un chargeur 6CD et une caméra de recul en couleur de série. Les vitres teintées font aussi partie de la dotation d'origine.
Au niveau sécurité, ce modèle n'est pas en reste et propose d'entrée le contrôle de stabilité EBD et l'ABS.

### Vamos Hobio
Le Hobio se démarque du Vamos par une carrosserie modifiée. La calandre est plus grande et les feux se trouvent désormais en position basse. Mais la principale modification vient de son toit rehaussé de 105 mm. Avec une hauteur de 1 180 mm disponible dans l'habitacle, le Hobio permet de charger des objets plus volumineux. De plus, son plancher entièrement plat et les 28 points d'ancrage disponibles dans le coffre en font un véhicule idéal pour les loisirs.